# Destination X (2009)
Destination X (2009) foi um evento pay-per-view realizado pela Total Nonstop Action Wrestling, ocorreu no dia 15 de março de 2009 no Impact! Zone em Orlando, Florida. O evento contou com lutadores da TNA. O evento marcou a volta da disputa do Ultimate X match e a luta entre Sting e Kurt Angle, membros do The Main Event Mafia pelo TNA World Heavyweight Championship. Esta foi a quinta edição da cronologia do Destination X.

## Evento
O primeiro combate da noite foi um Six Woman Tag Team match onde Taylor Wilde, Roxxi e The Governor derrotaram The Beautiful People, Taylor pinou Madison Rayne. Na segunda luta Brutus Manus derrotou Eric Young. O terceiro combate foi uma Match of 10,000 Tacks, Matt Morgan venceu Abyss ao jogá-lo sobre uma mesa coberta de tachas. Na quarta luta da noite a Women's Knockout Champion Awesome Kong derrotou Sojourner Bolt, para manter o título. Scott Steiner derrotou Samoa Joe por desqualificação, Samoa foi desqualificado ao continuar atacando Steiner, mesmo depois de advertido pelo árbitro. No sexto combate A.J. Styles derrotou Booker T para ser o novo Legends Champion. Team 3D derrotaram Beer Money, Inc. (Robert Roode e James Storm) por contagem, com o resultado Beer Money, Inc. mantiveram o TNA World Tag Team Championship. Suicide venceu o Ultimate X match para ser o novo X Division Champion. No evento principal Sting derrotou Kurt Angle para manter o TNA World Heavyweight Championship.

## Resultados
| #                              | Lutas | Estipulação                                                                      | Tempo |
| ------------------------------ | --- | -------------------------------------------------------------------------------- | ----- |
| 1                              | Taylor Wilde, Roxxi e The Governor derrotaram The Beautiful People (Velvet Sky, Angelina Love e Madison Rayne)                    | Six Woman Tag Team match                                                         | 05:04 |
| 2                              | Brutus Manus derrotou Eric Young                                                                                                  | Singles match                                                                    | 04:45 |
| 3                              | Matt Morgan derrotou Abyss. | Match of 10,000 Tacks                                                            | 08:48 |
| 4                              | Awesome Kong (c) (com Raisha Saeed) derrotou Sojourner Bolt.                                                                      | Singles match pelo TNA Knockouts Championship                                    | 04:17 |
| 5                              | Scott Steiner derrotou Samoa Joe por desqualificação.                                                                             | Singles match                                                                    | 01:30 |
| 6                              | A.J. Styles derrotou Booker T (c) (com Sharmell)                                                                                  | Singles match pelo TNA Legends Championship                                      | 09:14 |
| 7                              | Team 3D (Brother Ray e Brother Devon) derrotaram Beer Money, Inc. (Robert Roode e James Storm) (c) (com Jacqueline) por contagem. | No Disqualification Off the Wagon Challenge pelo TNA World Tag Team Championship | 11:20 |
| 8                              | Suicide derrotou Alex Shelley (c) e Chris Sabin e Consequences Creed e Jay Lethal                                                 | Ultimate X match pelo TNA X Division Championship                                | 14:10 |
| 9                              | Sting (c) derrotou Kurt Angle (com Jeff Jarrett como árbitro e Mick Foley como como Special Enforcer).                            | Singles match pelo TNA World Heavyweight Championship                            | 13:50 |
| (c) - Campeão(s) antes da luta | |                                                                                  |       |